# انور جسام
انور جسام (عربی: أنور جسام؛ ‏زادهٔ ۱۹۴۷ – درگذشتهٔ ۱۶ سپتامبر ۲۰۲۴) بازیکن و مربی فوتبال اهل عراق بود.
از باشگاه‌هایی که وی در آنها سابقه بازی دارد می‌توان به باشگاه ورزشی الزورا اشاره کرد.